# رستي أندرسون
رستي أندرسون (بالإنجليزية: Rusty Anderson)‏ هو مغن مؤلف وعازف قيثارة أمريكي، ولد في 20 يناير 1958 في لا هابرا في الولايات المتحدة.

## وصلات خارجية
- الموقع الرسمي
- رستي أندرسون على موقع IMDb (الإنجليزية)
- رستي أندرسون على موقع ميوزك برينز (الإنجليزية)
- رستي أندرسون على موقع أول ميوزيك (الإنجليزية)
- رستي أندرسون على موقع ديسكوغز (الإنجليزية)
- رستي أندرسون على موقع قاعدة بيانات الفيلم (الإنجليزية)